# Rostocker Tor (Teterow)

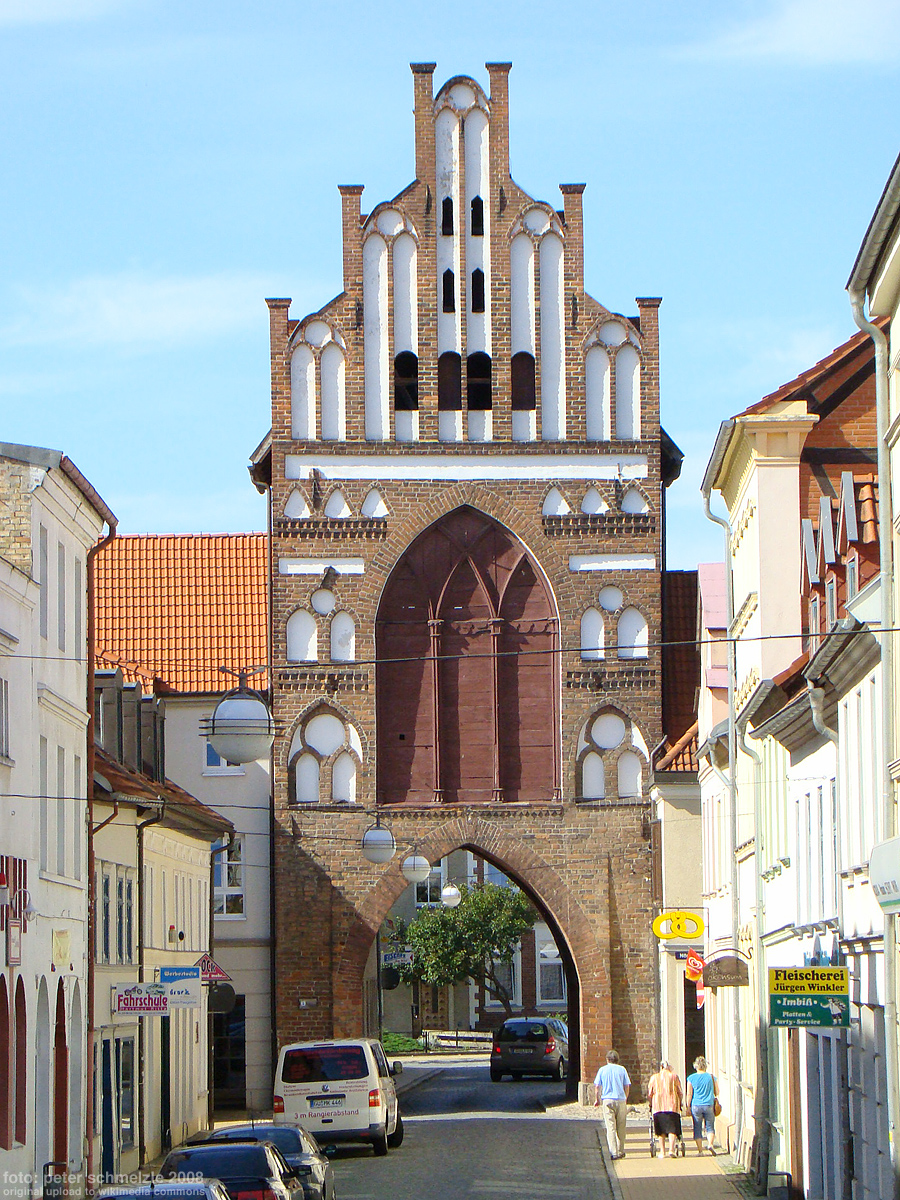
Stadttor von der Stadtseite aus

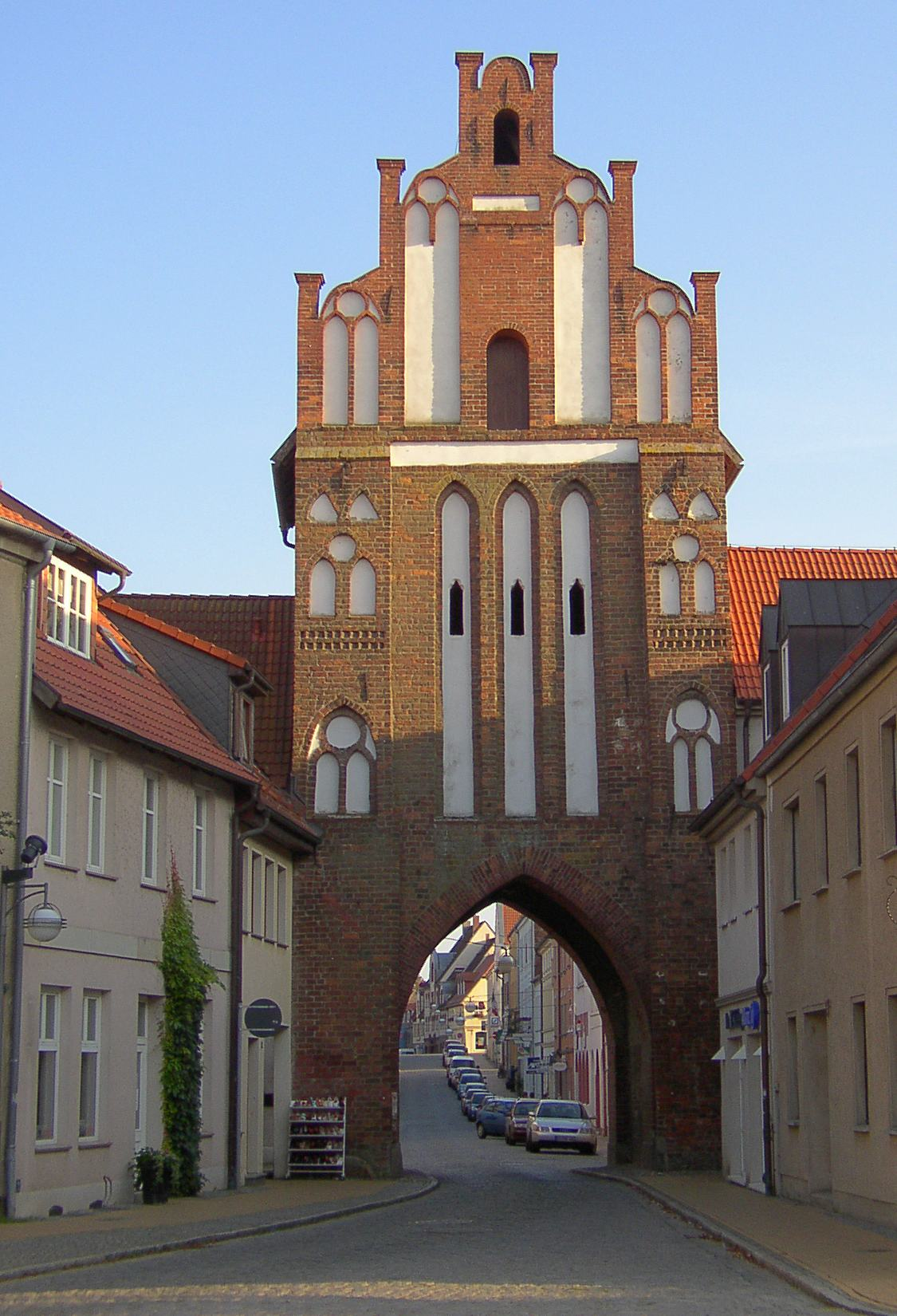
Stadttor von der Feldseite aus

Das  Rostocker Tor in Teterow ist eines der zwei noch vorhandenen Stadttore. Das gotische mehrgeschossige Backsteintor aus der Mitte des 14. Jahrhunderts im Nordwesten der Altstadt sicherte die Landstraßen nach Rostock und Güstrow ab.
Das Tor verfügt über eine spitzbogige Durchfahrt bei einer quadratischen Grundfläche. Die Durchfahrt wurde nachträglich vergrößert. Geschmückt ist das Tor auf der Stadtseite mit einer unverputzten großen Putzblende, kleineren Spitzbogenblenden verschiedener Größe in den Obergeschossen und einem Staffelgiebel. Die Feldseite verfügt über drei markante Putzblenden im zentralen Teil, um die mehrere kleine Putzblenden angeordnet sind.